# Mount Remarkable District Council
Koordinaten: 32° 50′ S, 138° 11′ O

Der District Council of Mount Remarkable ist ein lokales Verwaltungsgebiet (LGA) im australischen Bundesstaat South Australia. Das Gebiet ist 3.425 km² groß und hat etwa 2900 Einwohner (2016).
Mount Remarkable liegt in der Northern Region etwa 240 km nördlich der Metropole Adelaide am Nordostende des Spencer-Golfs. Das Gebiet um den Mount Remarkable bildet den Südteil der Flinderskette. Die LGA beinhaltet 23 Ortsteile und Ortschaften: Appila, Bangor, Baroota, Booleroo Centre, Booleroo Whim, Bruce, Charlton, Hammond, Mambray Creek, Melrose, Moockra, Murraytown, Nectar Brook, Port Flinders, Port Germein, Telowie, Terka, Willowie, Wilmington, Winninowie, Wirrabara, Wongyarra und Yandiah. Der Verwaltungssitz des Councils befindet sich in Melrose im Zentrum der LGA, wo etwa 350 Einwohner leben (2016).

## Verwaltung
Der Council von Mount Remarkable hat sieben Mitglieder, die von den Bewohnern der vier Wards gewählt werden (je zwei aus Coastal, Plains und Ranges Ward, einer aus dem Forest Ward). Diese vier Bezirke sind unabhängig von den Ortsteilen festgelegt. Aus dem Kreis der Councillor rekrutiert sich auch der Mayor (Bürgermeister) des Councils.